# Imhotep

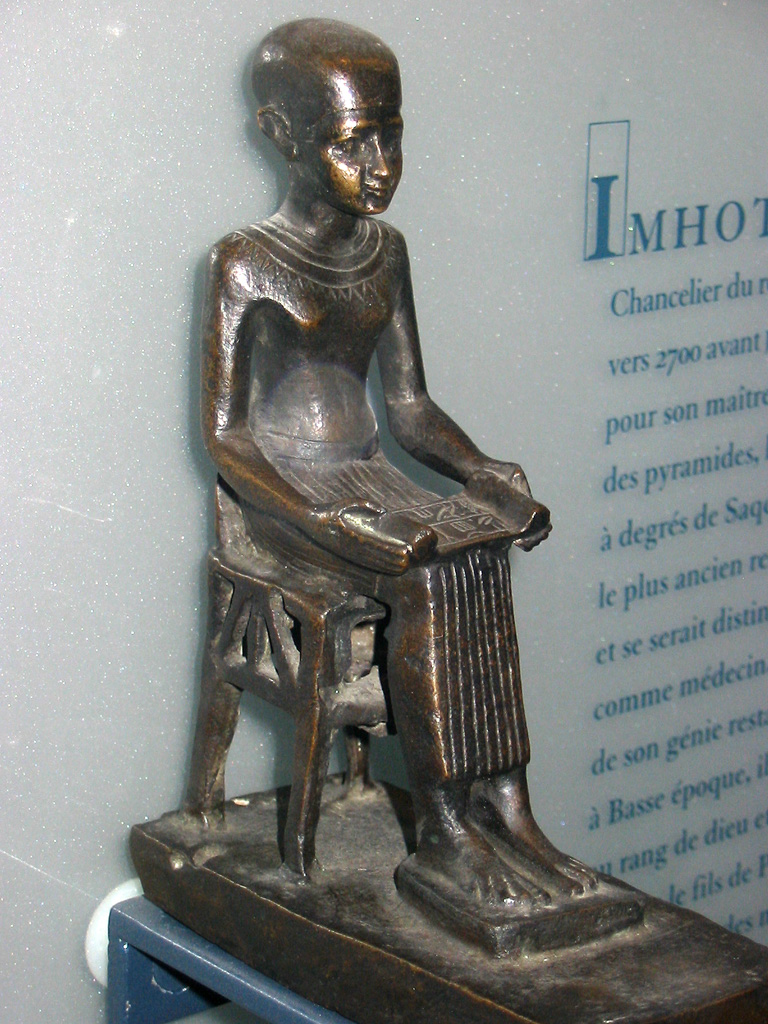
Figurka Imhotepa, Luwr, Paryż

Imhotep (czasami wymawiane jako A.mhotep lub Ii-em-Hotep, egip. ii-m-ḥtp) – pierwszy architekt i lekarz znany z imienia z pisanych źródeł historycznych, wezyr faraona Dżesera, który panował w latach 2690–2670 p.n.e. lub 2720–2700 p.n.e.

## Życiorys
Pochodził ze wsi Gebelein. Najprawdopodobniej należał do rodziny królewskiej i dzięki własnym wysiłkom stał się jedną z najważniejszych osób w państwie. Służył jako kanclerz faraona i najwyższy kapłan boga Ra w Heliopolis. Był uważany za syna boga Ptaha. Był czczony jako geniusz i opływał w tytuły. Jego pełna tytulatura to Kanclerz Króla Dolnego Egiptu, Pierwszy po Królu Górnego Egiptu, Administrator Wielkiego Pałacu, Dziedziczny szlachcic, Najwyższy Kapłan Heliopolis, Budowniczy, Rzeźbiarz, Twórca Waz Pana. Przypisuje się mu stworzenie egipskiej medycyny i autorstwo Papirusu Edwina Smitha, opisującego lekarstwa, choroby i obserwacje anatomiczne. Papirus Edwina Smitha został prawdopodobnie napisany ok. 1700 p.n.e., ale jest możliwe, że został stworzony z tekstów starszych o ok. 1000 lat. Imhotep być może jest również twórcą zasad etycznych, z których wywodzi się Przysięga Hipokratesa.

## Praca architektoniczna
Jest twórcą piramidy schodkowej w Sakkarze w Egipcie datowanej na ok. 2630-2611 p.n.e. za panowania III dynastii.
Zespół grobowy Dżesera zaprojektował wzorując się na wcześniejszych konstrukcjach, wprowadzając jednak także wiele innowacji. Przykrywając pierwotną mastabę czterostopniową piramidą, podwyższoną następnie do sześciu stopni, wzniósł budowlę o wysokości około 60 metrów. Typowe dla architektury ceglano-trzcinowej motywy odtworzył w nowatorski sposób m.in. zwieńczając kolumny imitacją kwiatów lotosu. Nowością, także zastosowaną po raz pierwszy przez Imhotepa, była integracja w jedną całość dotychczas rozdzielanego grobowca i okręgu kultu grobowego.
Ponadto przypisuje mu się inne budowle (m.in. nieukończoną piramidę schodkową Sechemcheta). Obok prekursorskich prac w architekturze, przeprowadził pierwszą reformę kalendarza.

## Kult Imhotepa
Dwa tysiące lat po śmierci urósł do rangi boga. Kanon Turyński nazwał Imhotepa Synem Ptaha i kobiety o imieniu Chroduanch (którą nazywano córką Ba-neb-dżeda). Tradycja utrwalana przez wieki historii i niezwykły intelekt jaki mu przypisywano przyczyniły się do faktycznego ubóstwienia. W okresie Nowego Państwa utrwalił się wizerunek Imhotepa jako patrona skrybów, którzy na cześć swojego świętego wylewali, przed rozpoczęciem zapisków, kilka kropel wody z dzbanów. Był także uznawany za patrona rzemiosła i medycyny. Z czasem, gdy stał się popularny w całym Egipcie, zwracano się do niego w modlitwach ze sprawami życia codziennego oraz składano mu wotywne figurki. Obchodzono także rocznicę jego urodzin, śmierci i pogrzebu.
Grecy utożsamiali go z Asklepiosem, szybko stał się również patronem lekarzy. W czasach rzymskich kult Imhotepa obejmował obszar od Aleksandrii po Meroe. Jego świątynie funkcjonowały m.in. na File oraz w Sakkarze, gdzie miał kaplicę zwaną przez Greków Asklepejonem (pełniła ona funkcję szpitala).
W sztuce jest łączony z innymi bogami, takimi jak Hathor, Maat, Amenhotep (syn Hapu).